# Van Dammeho memoriál 2018
Memoriál Van Dammeho 2018 byl lehkoatletický mítink, který se konal 31. srpna 2018 v belgickém městě Bruselu. Byl součástí série mítinků Diamantové ligy 2018.

## Výsledky

### Muži
| Disciplína            | 1. místo                        | 2. místo                   | 3. místo                          |
| Běh na 100 m          | Christian Coleman 9,79          | Ronnie Baker 9,93          | Yohan Blake 9,94                  |
| Běh na 400 m          | Jonathan Sacoor 45,59           | Kévin Borlée 45,62         | Liemarvin Bonevacia 46,08         |
| Běh na 800 m          | Emmanuel Kipkurui Korir 1:44,72 | Marcin Lewandowski 1:45,21 | Ferguson Cheruiyot Rotich 1:45,28 |
| Běh na 5000 m         | Selemon Barega 12:43,02         | Hagos Gebrhiwet 12:45,82   | Yomif Kejelcha 12:46,79           |
| Běh na 110 m překážek | Sergej Šubenkov 12,97           | Orlando Ortega 13,10       | Hansle Parchment 13,35            |
| Skok do výšky         | Brandon Starc 233 cm            | Mateusz Przybylko 233 cm   | Gianmarco Tamberi 231 cm          |
| Skok o tyči           | Timur Morgunov 593 cm           | Sam Kendricks 588 cm       | Shawnacy Barber 583 cm            |
| Trojskok              | Pedro Pichardo 17,49 m          | Christian Taylor 17,31 m   | Donald Scott 17,25 m              |
| Hod diskem            | Fedrick Dacres 68,67 m          | Andrius Gudžius 67,56 m    | Daniel Ståhl 66,74 m              |

### Ženy
| Disciplína             | 1. místo                        | 2. místo                      | 3. místo                            |
| Běh na 100 m           | Shaunae Millerová-Uibo 22,12    | Dafne Schippersová 22,53      | Jamile Samuelová 22,64              |
| Běh na 400 m           | Salvá Ajd Násirová 49,33        | Phyllis Francisová 50,51      | Shakima Wimbleyová 50,77            |
| Běh na 800 m           | Lynsey Sharpová 1:59,93         | Hanna Hermanssonová 2:00,96   | Noélie Yarigo 2:01,35               |
| Běh na 1500 m          | Laura Muirová 3:58,49           | Shelby Houlihanová 3:58,94    | Sifan Hassanová 3:59,41             |
| Běh na 100 m překážek  | Brianna McNealová 12,61         | Kendra Harrisonová 12,63      | Danielle Williamsová 12,64          |
| Běh na 400 m překážek  | Anna Yaroshchuk-Ryzhykova 55,38 | Hanne Claesová 55,87          | Ayomide Folorunsoová 56,12          |
| Běh na 3000 m překážek | Beatrice Chepkoechová 8:55,10   | Norah Jeruto 8:59,62          | Hyvin Kyiengová Jepkemoiová 9:01,60 |
| Skok vysoký            | Nafissatou Thiamová 189 cm      | Nicola McDermottová 187 cm    | Oksana Okunevaová 187 cm            |
| Skok do dálky          | Caterine Ibargüenová 680 cm     | Shara Proctorová 670 cm       | Sha'Keela Saundersová 668 cm        |
| Vrh koulí              | Kung Li-ťiao 19,83 m            | Raven Saundersová 19,64 m     | Christina Schwanitzová 19,50 m      |
| Hod diskem             | Yaime Pérezová 65,00 m          | Andressa de Moraisová 64,65 m | Sandra Perkovićová 64,31 m          |